# Edme-Samuel Castaing
Pour les articles homonymes, voir Castaing.
Edme-Samuel Castaing, né à Alençon en 1796 et guillotiné le 6 décembre 1823, est un médecin et criminel français.
Célèbre empoisonneur, il est considéré comme le premier meurtrier connu à assassiner à l’aide de morphine.

## Biographie
Castaing était le plus jeune des trois fils d’un Inspecteur général des Forêts. Il fit ses études secondaires à Angers où il se montra un élève très brillant.
Castaing fut reçu médecin à la faculté de Paris en juillet 1821. Sans cabinet ni patient, il s'adonna dans son laboratoire à l’étude des poisons, surtout des poisons végétaux, et fit de nombreuses expériences sur des animaux qui lui acquirent la certitude que ces sortes de poisons ne laissent pas de traces. Vers 1817, il fut accueilli avec amitié dans la famille d’un riche notaire de Paris, du nom de Ballet. Cette famille habitait la même rue que Castaing, la rue de l’Enfer à Paris.
Décrit comme dévoré d’ambition et menant, au grand désespoir de ses parents, une vie très libertine, il avait eu deux enfants avec la veuve d’un juge. Cette veuve, sans argent, avait eu trois autres enfants de sa première union. Il aime profondément sa femme et tous ses enfants. Il veut qu’ils ne manquent de rien. C’est donc une famille de cinq enfants que Castaing doit entretenir. Ses revenus n’y suffisent pas. Sa très mauvaise situation financière fut encore aggravée par le fait qu’il dut rembourser en 1820 un emprunt de 600 francs effectué par un de ses amis en 1818 pour lequel il s’était porté garant.
La famille Ballet se composait, en 1821, de six personnes : le père, la mère, un oncle, une fille mariée, et deux fils, Auguste et Hippolyte, tous deux avocats. C’était surtout avec ces deux derniers, plus jeunes que lui et sur lesquels il avait un grand ascendant, que Castaing avait contracté amitié.
La mort vint bientôt toucher cette famille : M. et Mme Ballet moururent à cinq mois l’un de l'autre et enterrés au cimetière de Saint-Sulpice de Vaugirard. L’oncle mourut quelque temps après. Une fort belle fortune échut alors aux enfants, environ 400 000 francs pour chacun. Dès cet instant, une plus grande intimité s’établit entre eux et Castaing. Hippolyte surtout, menacé d’une phtisie pulmonaire, s’attacha davantage à un ami qui pouvait lui être d’autant plus utile par ses connaissances en médecine. Il mourut le 5 octobre 1822, dans les bras de Castaing, lorsqu'un brusque accident morbide l’emporta en quatre jours laissant 260 000 francs à partager entre son frère Auguste et leur sœur.
Castaing, qui avait soigné Hippolyte et un autre médecin firent une autopsie qui révéla que le patient était mort d’une pleurésie tuberculeuse. Dix-sept jours avant la mort d’Hippolyte, Castaing avait acheté dix grains d’acétate de morphine.
Hippolyte avait confié à plusieurs personnes l’intention de déshériter son frère : après son décès l’on ne trouva aucun testament dans sa succession, et Castaing était en possession de cent mille francs. Des témoins déposèrent que cette somme fut donnée par Auguste Ballet pour prix du testament de son frère. Auguste aurait expliqué que cet argent avait été versé comme pot-de-vin au notaire chargé de la succession pour détruire un testament fait par Hippolyte qui favorisait sa sœur. Cependant, le 10 octobre, Castaing plaça 66 000 francs en banque, le 11, il envoya 30 000 francs à sa mère et le 14 il donna 4 000 francs à sa maîtresse.
Le 1er décembre 1822, Auguste, 24 ans, bien portant, fit un testament qui faisait de Castaing son légataire universel. Ce testament fut déposé chez un notaire le 29 mai 1823. Le même jour, Auguste et Castaing allèrent ensemble à Saint-Cloud et descendirent à l’auberge de la Tête noire, où ils occupèrent une chambre à deux lits. Le lendemain au soir, Castaing demanda du vin chaud, dans lequel il mit du sucre et des citrons qu’il avait achetés, puis il quitta la chambre. Quand il rentra, son ami avait bu une partie du vin qui lui avait été versé, et l’avait trouvé très mauvais, très amer. Auguste passa une nuit fort agitée : il eut des coliques, ses jambes enflèrent ; le matin, il ne put quitter le lit. Castaing au contraire, qui était resté seul auprès de son ami, se fit ouvrir les portes à quatre heures du matin, pour faire, disait-il, un tour de parc, mais dans la réalité pour aller à Paris acheter chez un pharmacien douze grains d’émétique, et chez un autre un demi-gros d’acétate de morphine. Revenu à Saint-Cloud vers huit heures, son premier soin fut de demander du lait froid pour Auguste. Le malade prit le lait, et fut saisi de violents vomissements et de grandes coliques. Castaing fit venir deux autres médecins qui confirmèrent son diagnostic, le choléra. Le soir, Castaing profita de l’ordonnance d’un de ces médecins pour faire boire une cuillerée de sirop amer à Auguste, en fait de l’acétate de morphine. Auguste mourut le 1er juin 1823 vers midi.
Les deux médecins informèrent la police sur les doutes concernant cette mort, d'où l'ouverture d'une enquête judiciaire. L’autopsie n’offrit toutefois aucune trace de substances vénéneuses. Plusieurs médecins célèbres déclarèrent que la mort avait pu être occasionnée par des causes naturelles, comme il était possible aussi qu’elle fût le résultat d’un empoisonnement par l’acétate de morphine. 
Castaing est confondu par une lettre qu’il avait confiée à un codétenu, ce dernier l’ayant remise au directeur de la prison. Dans cette lettre, il demandait à sa mère de supplier les pharmaciens chez lesquels il s’était approvisionné de ne rien révéler. Mis en présence de son codétenu, se sentant perdu, Castaing simule la folie. 
Castaing fut gardé en prison à Paris pendant les cinq mois que dura l’enquête.
Son procès commença devant la Cour d’assises de Paris, le 10 novembre 1823, et dura huit jours.
Castaing fut défendu par deux avocats, Roussel, un de ses anciens camarades d’école et Pierre-Antoine Berryer. Berryer fit part au tribunal de sa propre expérience de la morphine expliquant qu’il avait mis deux milligrammes de morphine dans une cuiller à soupe de lait et qu’il avait trouvé cela tellement amer qu’il avait dû le recracher.
Castaing, interrogé sur le motif qui lui avait fait acheter des poisons, répondit que c’était pour empoisonner des chiens et des chats dont le bruit l’incommodait, et avait surtout troublé son ami. On lui demanda l’emploi qu’il avait fait de ces poisons : il dit que, ne s’en étant pas servi, en voyant les soupçons qui s’élevaient contre lui, il les avait jetés dans les latrines ; mais ils ne furent pas retrouvés. En conséquence de tous ces faits et de toutes ces circonstances accablantes, il fut accusé d’avoir, 
1. attenté à la vie d’Hippolyte Ballet ;
2. d’avoir, de complicité avec Auguste Ballet, détruit son testament;
3. enfin d’avoir attenté à la vie d’Auguste Ballet, dont il était légataire universel.

Le jury délibéra deux heures. Acquitté sur le premier chef de cette accusation, il fut déclaré coupable sur les deux autres. Il fut condamné à mort à une voix près, sept jurés contre cinq.
Lorsque le Président de la cour d’assises lui demanda s’il avait quelque chose à ajouter, Castaing déclara : 

« Non, monsieur, non, je n’ai rien à dire contre l’application de la peine qui me frappe ; je saurai mourir, quoiqu’il soit bien malheureux de mourir, plongé dans la tombe par des circonstances aussi fatales que celles où je suis. On m’accuse d’avoir lâchement assassiné mes deux amis, et je suis innocent… Oh ! oui, je le répète, je suis innocent ! Mais il y a une Providence, il y a quelque chose de divin en moi, et ce quelque chose ira vous trouver, Auguste, Hippolyte. Oh ! oui, mes amis, oh ! oui, mes amis, oui, je vous retrouverai, et je regarde comme un bonheur d’aller vous rejoindre. Après l’accusation qui a pesé sur moi, rien d’humain ne me touche. Maintenant, je n’implore pas la miséricorde humaine, je n’implore que ce qui est divin ; je monterai courageusement sur l’échafaud : l’idée de vous revoir m’encouragera ! oh ! mes deux amis, elle réjouira mon âme, au moment même où je sentirai… Hélas ! il est plus facile de comprendre ce que je sens que d’exprimer ce que je n’ose prononcer… »

Puis, d’une voix plus faible : 

« Vous avez voulu ma mort, messieurs ; je suis prêt à mourir, me voici. »

Après le rejet de son pourvoi en cassation et une tentative de suicide ratée (un de ses amis lui avait apporté du poison caché dans une montre), Castaing fut exécuté à Paris le 6 décembre 1823. Arrivé au pied de l’échafaud, il tomba à genoux, et resta près de quatre minutes en prière. Il n’eut pas la force de se relever, et deux aides de l’exécuteur furent obligés de le soutenir pour l’aider à monter sur l’échafaud.

## Description physique
Vu par la Cour, l'arrêt rendu le vingt-six août mil huit cent vingt trois, par la Cour royale de Paris, chambre d'accusation, qui ordonne la mise en accusation et le renvoi devant la cour d'assises du département de la Seine de Edme-Samuel Castaing, âgé de vingt-sept ans, médecin, né à Alençon département de l'Orne, demeurant à Paris, rue d'Enfer n°31, taille de cinq pieds (152 cm), cheveux et sourcils blonds, front rond, yeux bleus, nez pointu, bouche moyenne, menton rond, visage ovale et coloré…

## Référence
1. ↑  (en) The Story of Opium
2. ↑  Jack Mingo, "Doctors Killed George Washington - Hundreds Of Fascinating Facts From The World Of Medicine", Conari Press, 2001, p. 104
3. 1 2 3 4 5 6 7 8 9  (en) Henry Brodribb Irving, A Book of Remarkable Criminals
4. ↑  (en) Henry Brodribb Irving, A book of remarkable criminals, George H. Doran, 1918, p. 161.
5. 1 2 3  Serge Janouin-Benanti, Les médecins criminels : Dr Petiot et Cie, LA BAULE, 3E éditions, 2016, 386 p. (ISBN 979-10-95826-63-7), p. 133-134
6. ↑  Promenade aux cimetières de Paris page 256
7. ↑  Serge Janouin-Benanti, Les médecins criminels : Dr Petiot et Cie, LA BAULE, 3E éditions, 2016, 386 p. (ISBN 979-10-95826-63-7), p. 144
8. ↑  Charles Desmaze, Histoire de la médecine légale en France, Charpentier, 1880, p. 22.
9. ↑  E. S. de Montmahou, Considérations médico-légales, sur une accusation d'empoisonnement par l'acétate de morphine, Paris : Compère jeune, 1823 (lire en ligne)
10. ↑  Serge Janouin-Benanti, Les médecins criminels : Dr Petiot et Cie, LA BAULE, 3E éditions, 2016, 386 p. (ISBN 979-10-95826-63-7), p. 146
11. ↑  Serge Janouin-Benanti, Les médecins criminels : Dr Petiot et Cie, LA BAULE, 3E éditions, 2016, 386 p. (ISBN 979-10-95826-63-7), p. 149
12. ↑  Serge Janouin-Benanti, Les médecins criminels : Dr Petiot et Cie, LA BAULE, 3E éditions, 2016, 386 p. (ISBN 979-10-95826-63-7), p. 150
13. ↑  Œuvres de N.F. Bellart, par Nicolas François Bellart, Mr Bergeron d'Anguy [lire en ligne]

## Documentaire télévisé
- « Le procès du docteur Castaing ou L'énigme de l'acétate de morphine » le 18 avril 1958 dans En votre âme et conscience sur RTF Télévision.